# Gemäßigte Klimazone

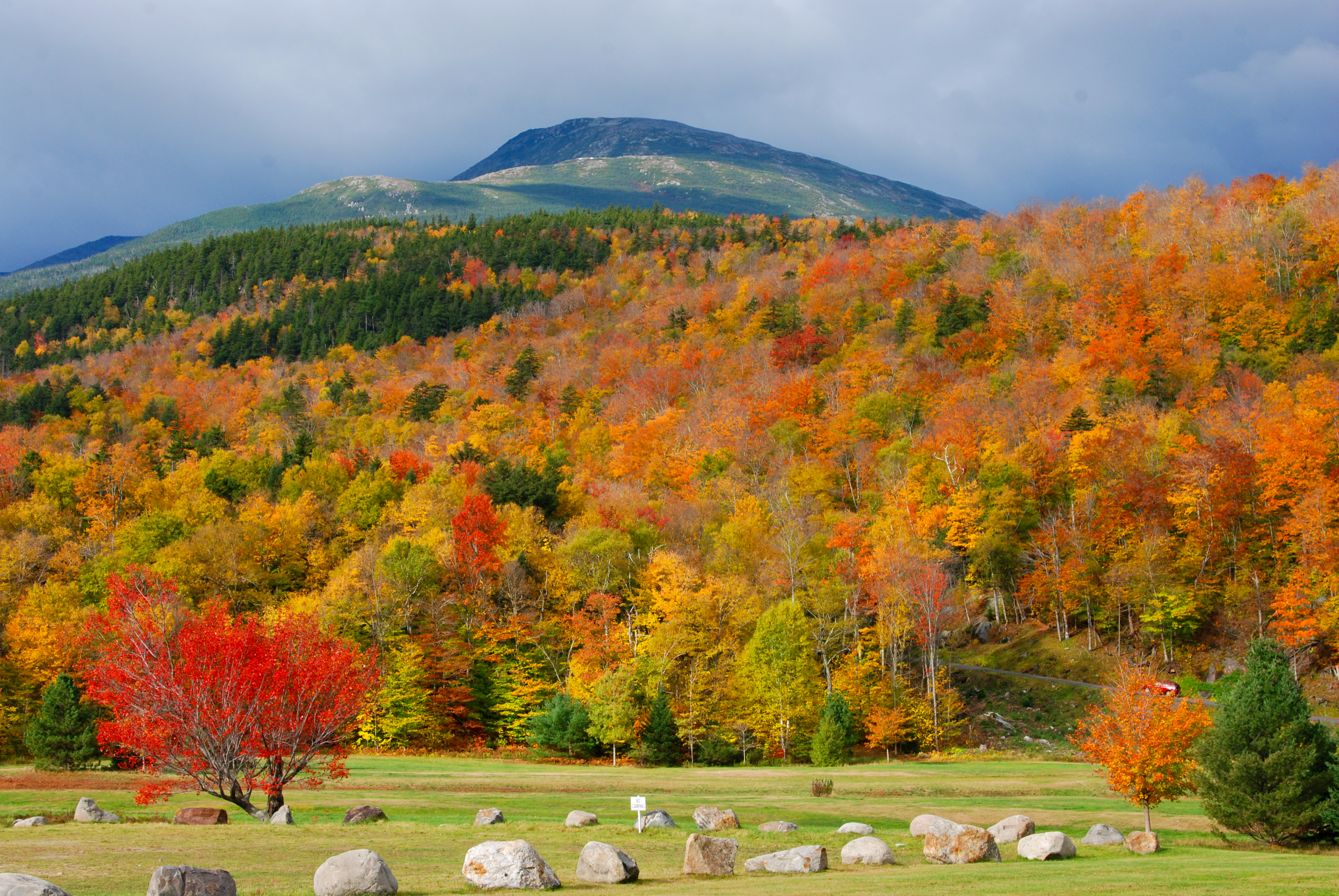
Herbstfarben, Laub-Mischwälder sowie natürliches oder anthropogenes Grasland – Typisch für die gemäßigten Zonen (Mount Washington (New Hampshire))

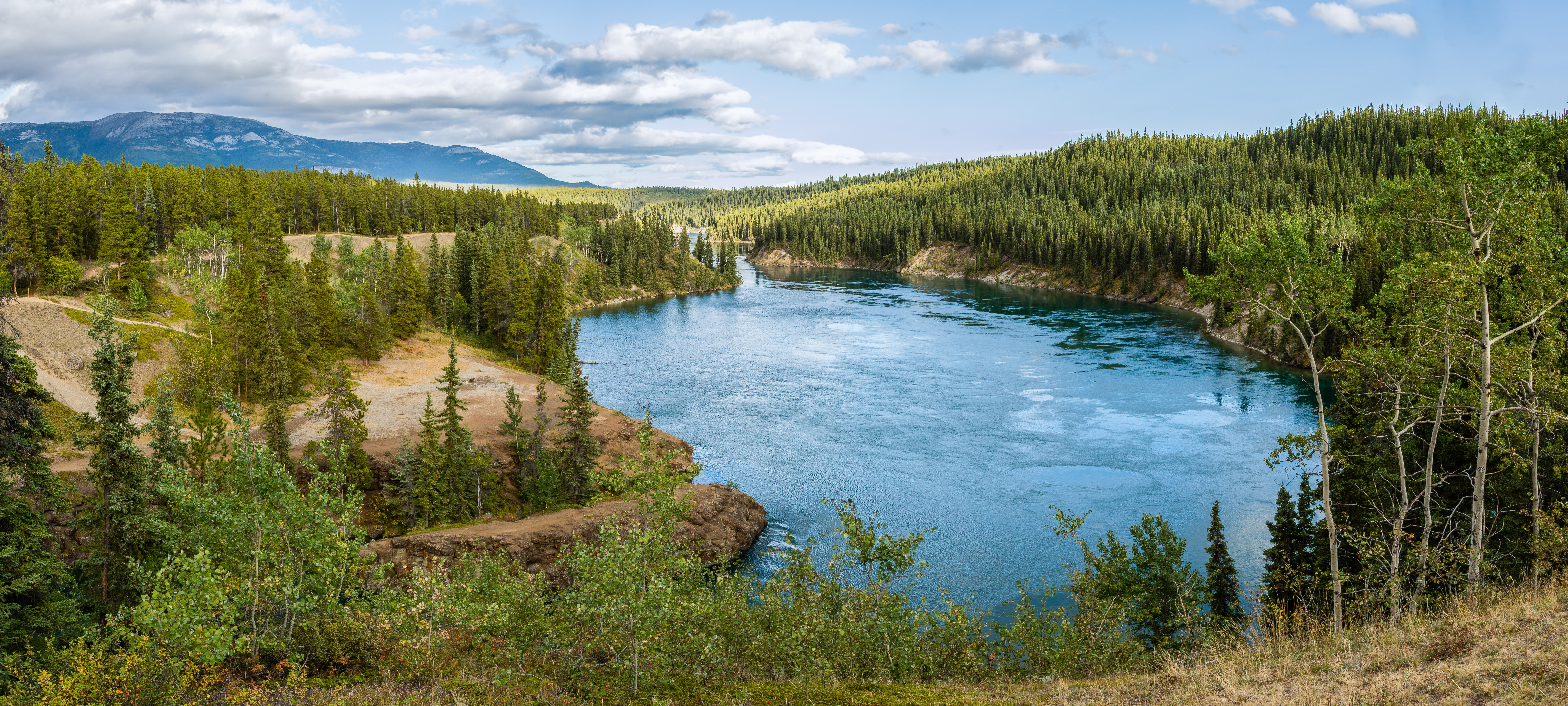
Auch die nordischen Nadelwälder werden im Allgemeinen zur gemäßigten Zone gerechnet (Yukon River in Kanada)

Die gemäßigte Klimazone – meist nur gemäßigte Zone genannt (zudem in unterschiedlicher Bedeutung: Mittelbreiten) – ist in erster Linie eine der erdumspannenden Klimazonen, die durch bestimmte solare oder thermische Schwellenwerte abgegrenzt werden. Die beiden gemäßigten Zonen – die häufig nochmals in eine kühl-/nemorale und kaltgemäßigte/boreale (Sub-)Zone unterteilt werden – erstrecken sich parallel zu den Breitenkreisen in Ost-West-Richtung; nach der solaren Definition vom 45. Breitengrad bis zu den Polarkreisen um die gesamte Erde. Polwärts schließen sich die polaren Zonen an und äquatorwärts die Subtropen an. Nach thermischen Parametern kommt es je nach Klimaklassifikation und Autor zu erheblichen Abweichungen von den solaren Grenzen.
Die herausragenden Merkmale aller klimatisch gemäßigter Gebiete sind die überall vorherrschenden ganzjährigen Westwinde in Verbindung mit vier deutlich ausgeprägten thermischen Jahreszeiten, die vor allem am Laubfall der Laubbäume und anschließender Winterkahlheit erkennbar sind. Im Übergangsraum zwischen kühl und kaltgemäßigter Zone dauern alle Jahreszeiten annähernd gleich lang. Im Winter tritt überall regelmäßig Frost auf.
Im weiteren Sinne steht der Begriff Gemäßigte Zone über die klimatische Betrachtung hinaus für den globalen, geozonalen Naturraum mit seinen weiteren Eigenarten.
Durch die globale Erwärmung kommt es zu einer Verschiebung der Klimazonen mit weitreichenden Auswirkungen für die Mittelbreiten (siehe etwa Klimafolgen für Europa). Für den gesamten Zonenraum werden vermehrte Waldbrände, Insektenbefall (u. a. Forstschädlinge) sowie Krankheiten für alle Lebewesen – vor allem die Ausbreitung von Infektionskrankheiten erwartet. Das ohnehin wechselhafte Wetter wird noch unberechenbarer werden und die Häufigkeit und Intensität von Unwettern wird deutlich zunehmen. (Weitere Folgen werden bei den beiden Subzonen beschrieben.)

## Alternative Bezeichnungen
Häufig wird im Allgemeinen (sowie in diesem Artikel) auch die Bezeichnung Mittelbreiten oder mittlere Breiten für die gesamte gemäßigte Zone verwendet. Im weiteren Sinne ist damit ebenso die solare Klimazone zwischen den Wendekreisen und den Polarkreisen beziehungsweise zwischen Tropen und Polargebieten gemeint – insofern einschließlich der subtropischen Klimazone. Im engen Sinne steht Mittelbreiten auch nur für die kühlgemäßigte Zone und schließt das kaltgemäßigte Klima aus.
In einigen Publikationen wird das Mittelmeerklima als warmgemäßigte Zone bezeichnet, das üblicherweise den Subtropen zugeordnet wird.
Überdies reichen die sogenannten warmgemäßigten Regenklimate der Klimaklassifikation nach Köppen und Geiger mit den Seeklimaten Cfb und Cwb in die kühlgemäßigte Zone. Hier besteht Verwechslungsgefahr zwischen Klimazonen und Klimaten.

## Klimazone

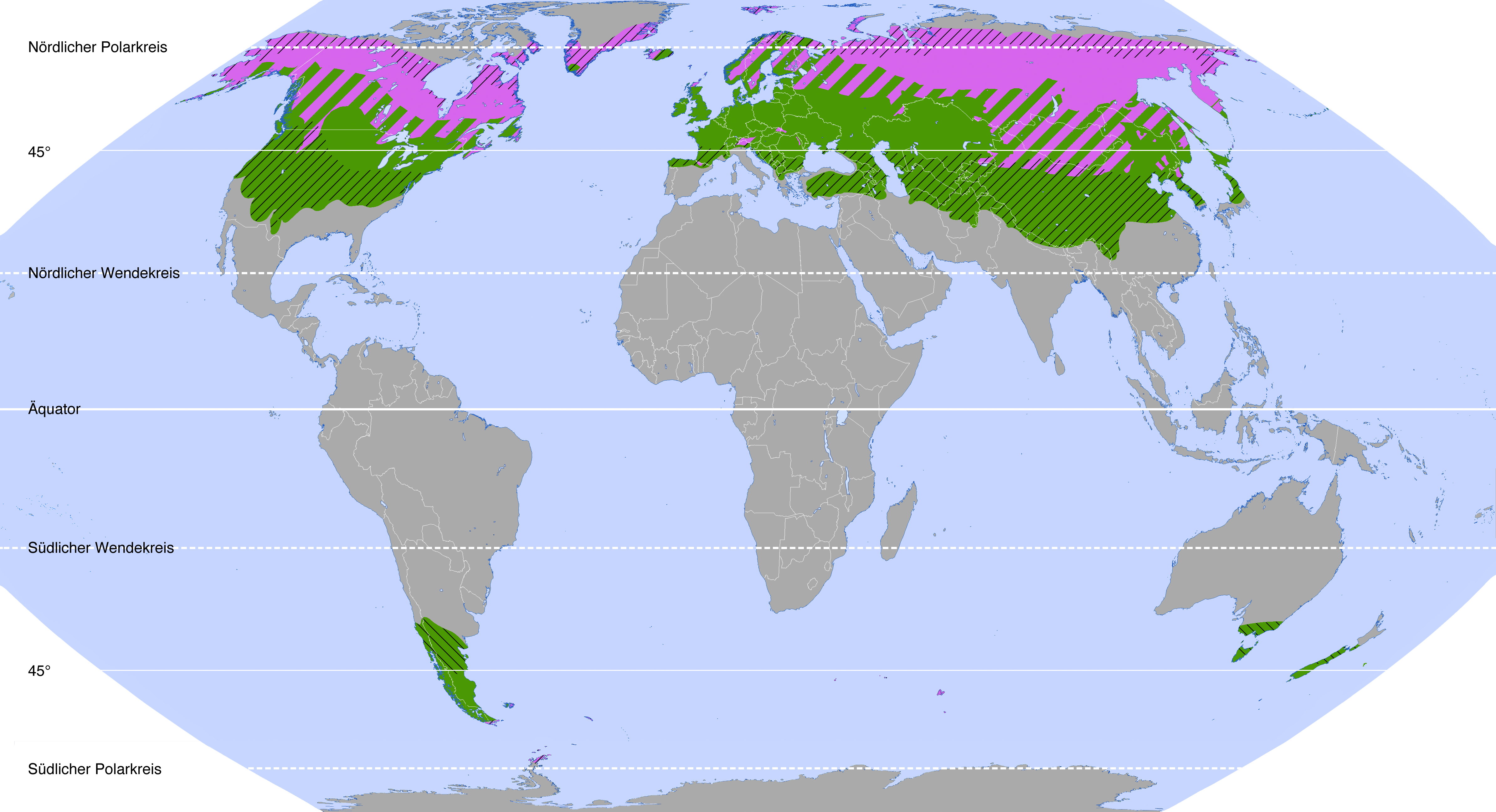
Gemäßigte Klimazone(n) nach drei bekannten Klassifikationen
Maximale Ausdehnung der Zonengrenzen nach Troll & Paffen (1964), Lauer, Rafiqpoor & Frankenberg (1996) und Siegmund & Frankenberg (1999/2006). Überschneidungen der drei Modelle am Rand schwarz schraffiert, zwischen den beiden Subzonen farbig schraffiert.
(Die mögliche Untergliederung nach Makroklimaten wird bei den beiden Subzonen behandelt)

| Kaltgemäßigte Zone | Kühlgemäßigte Zone |

### Solare Abgrenzung
Die typischen jährlichen „Sonnenläufe“ in den Mittelbreiten bedingen das Phänomen ausgeprägter thermischer Jahreszeiten (Frühling, Sommer, Herbst und Winter) von den Polarkreisen äquatorwärts, sodass diese – die genau bei 66° 33′ 55″ nördlicher und südlicher Breite verlaufen – seit jeher als „natürliche Grenze“ zwischen Mittelbreiten und Polargebieten angesehen werden. Die Abgrenzung Richtung Äquator ist hingegen „künstlich“ bei 45° nördlicher und südlicher Breite gezogen: Dies entspricht genau der halben Entfernung zwischen den Polar- und Wendekreisen. Die dann anschließenden Subtropen bilden zusammen mit den gemäßigten Zonen die solaren Mittelbreiten.

#### Strahlungsdaten
Die höchsten Sonnenstände der Klimazone liegen von den Polarkreisen bis zum 45. Breitengrad zwischen 0 und 23° zur Wintersonnenwende und zwischen 47 und 69° zur Sommersonnenwende. Diese Bedingungen liegen bestimmungsgemäß im Mittel zwischen den lichtarmen Polarzonen und der sonnenreichen subtropisch-tropischen Zone. Dies führt zu einer mittleren jährlichen Globalstrahlung von 800 bis 1500 kWh/m² in den Mittelbreiten.
Die Tageslängen bewegen sich im Jahreslauf zwischen rund 8,5 und 15,5 Stunden am 45. Breitengrad und 0 bis 24 Stunden an den Polarkreisen; das entspricht jährlichen Schwankungen von 7 bis 24 Stunden. Während der Vegetationsperiode liegen die Tageslängen im Mittel bei 12 bis 20 Stunden.
Der UV-Index (sonnenbrandwirksame Intensität der Ultraviolettstrahlung) ist im Jahresmittel um 12:00 Uhr Mittags mit 2 bis unter 6 niedrig bis mäßig.

### Thermische Merkmale, Subzonen

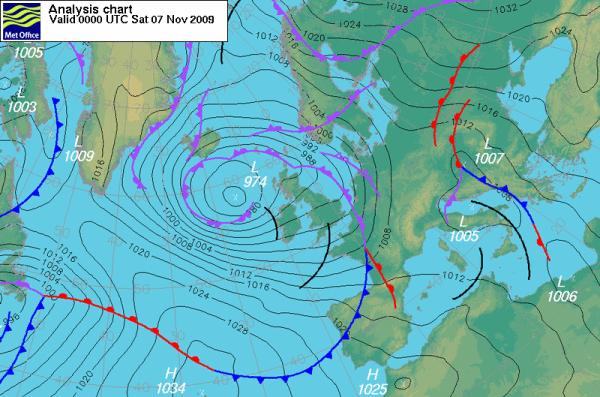
Typische Wetterlagen der Mittelbreiten entstehen durch den ständigen Austausch zwischen Hoch- und Tiefdruckgebieten

Durch diverse Faktoren (insbesondere Luft- und Meeresströmungen) wird die durch die eingestrahlte Sonnenenergie entstehende Wärme unregelmäßig nach Norden oder Süden transportiert. In den gemäßigten Zonen findet der Luftmassenaustausch zwischen den stabilen Hochdruckgebieten der Subtropen und der Polargebiete statt. Nirgends auf der Erde sind Wind und Wetter so wechselhaft (siehe Abschnitt: Wettersysteme). Die thermischen Grenzen der Mittelbreiten weichen daher mehr oder weniger von den solaren Grenzen ab. Vor diesem Hintergrund haben diese Gebiete einen hohen maximalen Energieeintrag mit hoher Variationsbreite an Land und einen mittleren Input mit mittlerer Variation über Meeresgebieten.
Bis auf sehr wenige Ausnahmen in hochmaritimen Klimaten erfahren die gesamten Mittelbreiten regelmäßig winterlichen Frost, der (auch im Tiefland) fast überall bis unter −10 °C reicht.
Nach Untersuchungen von 2019 fällt die Grenze zwischen kalt- und kühlgemäßigter Zone auf der Nordhalbkugel ziemlich genau mit dem südlichsten Vorkommen von (isolierten) Permafrostböden zusammen, die eine durchschnittliche Bodentemperatur von höchstens 4 bis 5 °C aufweisen. Im Übergang zur Polarzone liegt sie (vor allem in Zentral- und Ostsibirien) minimal um rund −10 °C.
Die reale durchschnittliche Jahresmitteltemperatur der bodennahen Luftschichten wird für den gesamten Zonenraum mit −7 °C angegeben. Das Oberflächenwasser gemäßigter Meeresgebiete ist im Schnitt 3 bis 5 °C kalt.
Vergleicht man verschiedene Karten der Klimazonen (oder vergleichbarer geozonaler Modelle), so fallen erhebliche Abweichungen der Zonengrenzen auf, wie man bereits an den drei Modellen der hier veröffentlichten Karte erkennen kann.

#### Klassifikationen und Festlegungen
Etliche Wissenschaftler haben versucht, die Grenzen der Klimazonen grundlegend zu definieren oder ihre Ansätze ermöglichen die Ableitung entsprechender Schwellenwerte. Für die gesamten Mittelbreiten gibt es allerdings nur wenige explizite Festlegungen, da die meisten Autoren die beiden kühlen und kalten Subzonen im Sinne eigenständiger Klimazonen behandeln. Eine Zusammenfassung ist zum Teil nicht sinnvoll (etwa für Troll & Paffen oder Müller-Hohenstein) oder führt zu wenig aussagekräftigen Wertespannen (s. u.). Einige Beispiele:
| Autor(en)                                     | von         | Ziel / Hintergründe | Benennung                      | Faktoren                                                                | Wertebereiche                                                                                        |
| --------------------------------------------- | ----------- | --- | ------------------------------ | ----------------------------------------------------------------------- | --- |
| Köppen, auf der Grundlage von Supan           | 1884        | Festlegung der fünf Klimazonen | Boreale und Nemorale Zone      | Andauer der Mitteltemperaturen                                          | unter 4 bis 11 Monate unter 10 °C 1 bis 12 Monate 10 bis 20 °C 0 bis weniger als 4 Monate über 20 °C |
| FAO, auf der Grundlage von Köppen & Trewartha | 1968 / 2000 | „Ecological zones“ Level 1 - Domain: Übergeordnete thermische Klimazonen im System der Ökozonen; internationale Verwendung                                                                          | Boreal und Temperate           | Thermische Andauer- u. Schwellenwerte                                   | 1 bis 8 Monate über 10 °C                                                                            |
| Schultz                                       | 1988        | „Die Ökozonen der Erde“ Klimazonen nach Troll & Paffen auf der ersten Ebene der Ökozonen | Boreale Zone und Mittelbreiten | (u. a.) Thermische Wachstumsbedingungen in Klammern = regional          | (1) 2 bis 7 Monate über 10 °C (0) 1 bis unter 4 (5) Monate über 18 °C                                |
| Lauer, Frankenberg und Rafiqpoor              | 1996        | „Die Klimate der Erde“ „Ökophysiologische Klimaklassifikation“: Wechselwirkungen des Systems „Klima–Pflanze–Boden“ als Reaktion der Pflanzendecke auf das Klima mit Quantifizierung der Grenzlinien | Mittelbreiten-Zone             | mittlere Bestrahlungsstärke (BS) und thermische Vegetationsperiode (VP) | BS: 100 bis 150 W/m² VP: 2 bis 6 Monate                                                              |
| Siegmund & Frankenberg                        | 1999 / 2006 | „Klimate der Erde“ Thermische Klimazonen als erster Klimaschlüssel im „Baukastensystem“ | Warme u. heiße Zone            | Jahresmitteltemperatur                                                  | −10 bis 12 °C                                                                                        |

### Hygrische Merkmale
Zur Bestimmung eines Klimatyps sind neben den verschiedenen Temperaturen ebenso Messwerte zur Wasserversorgung erforderlich. Da jede Klimazone verschiedene Klimatypen hat, sind diese hygrischen Werte für die gesamte Zone nur wenig aussagekräftig:

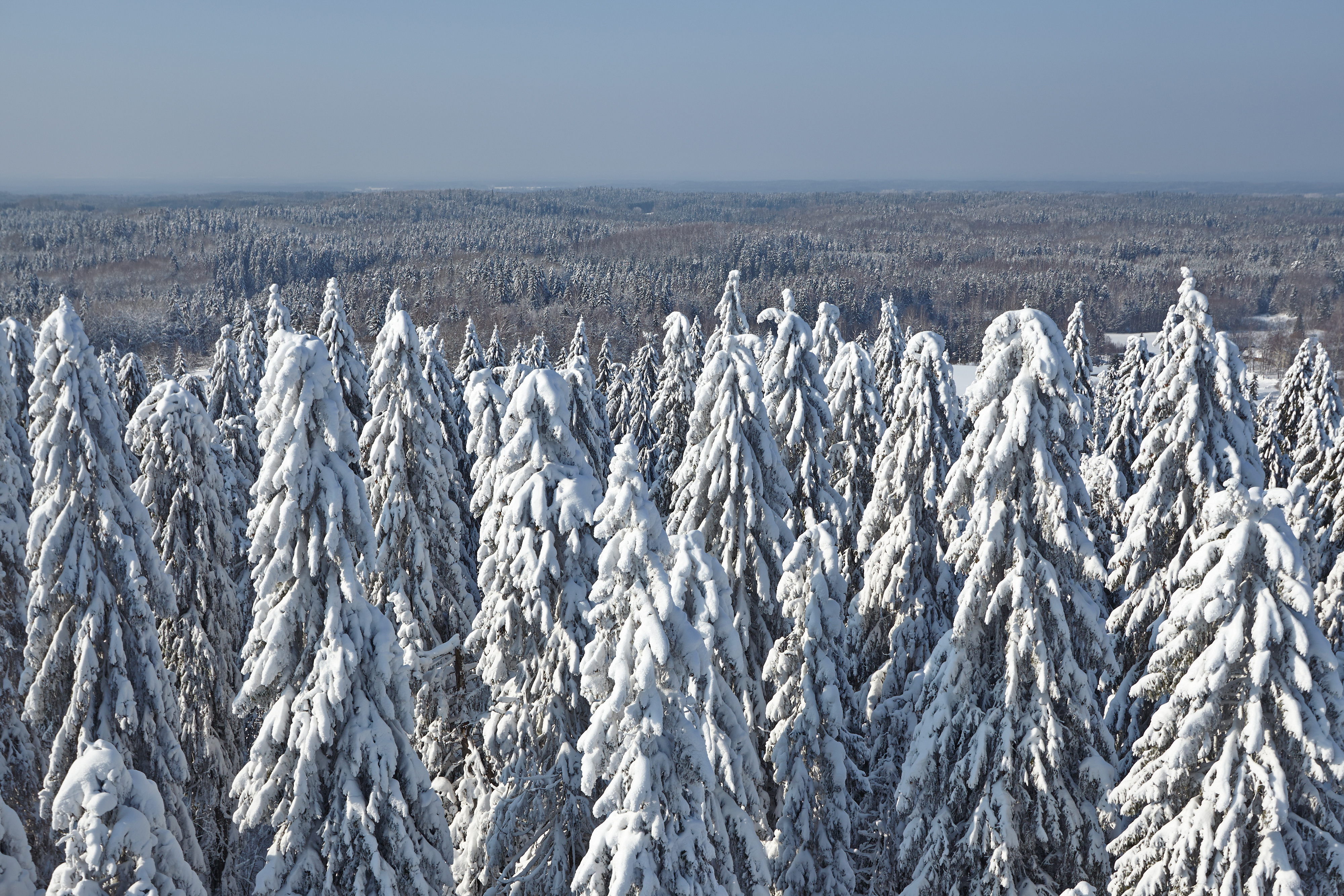
Schneebedeckter Nadelwald am Südrand der borealen Zone in Estland

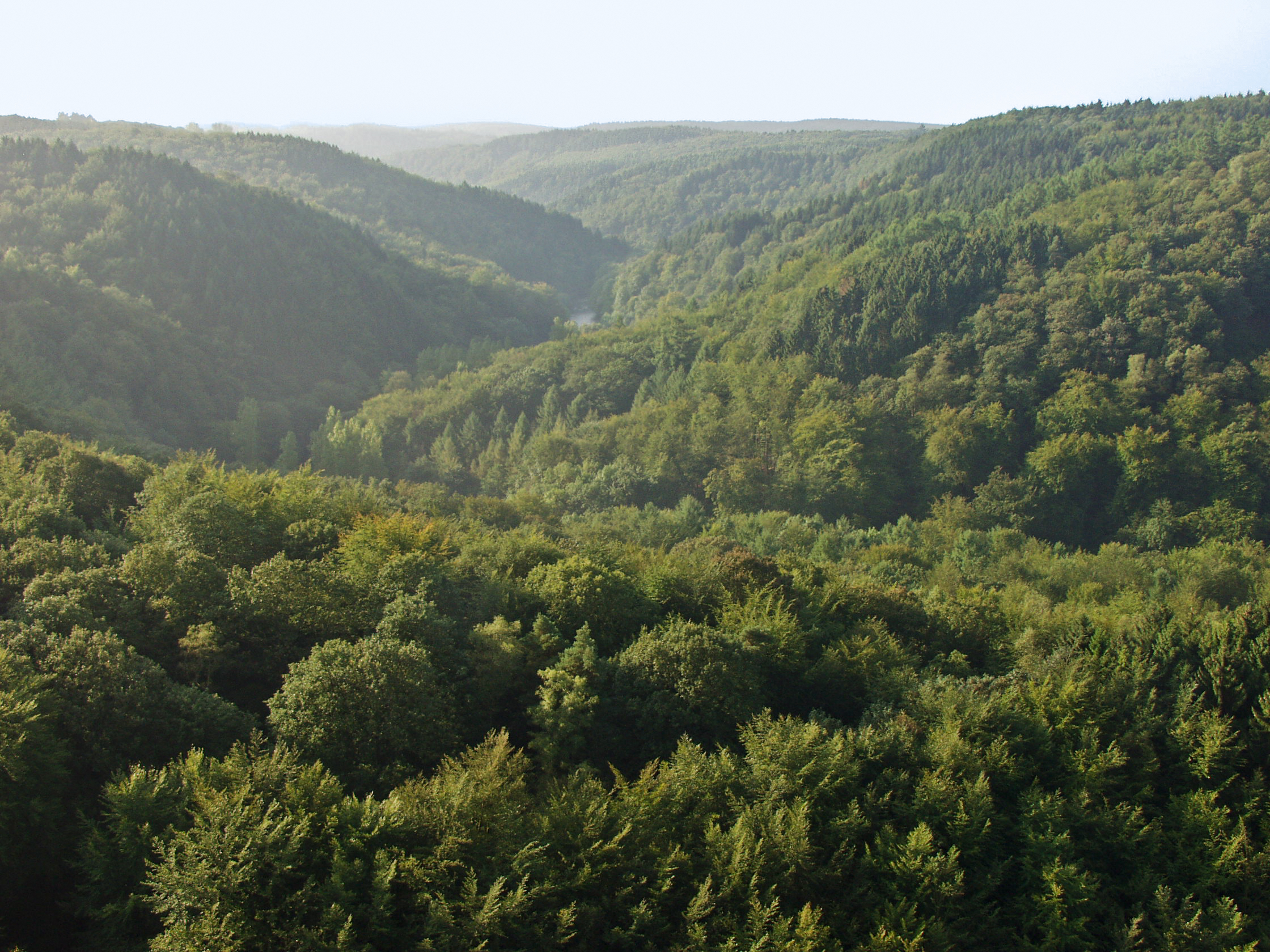
Buchenwald (und Fichtenforste) in Mitteleuropa

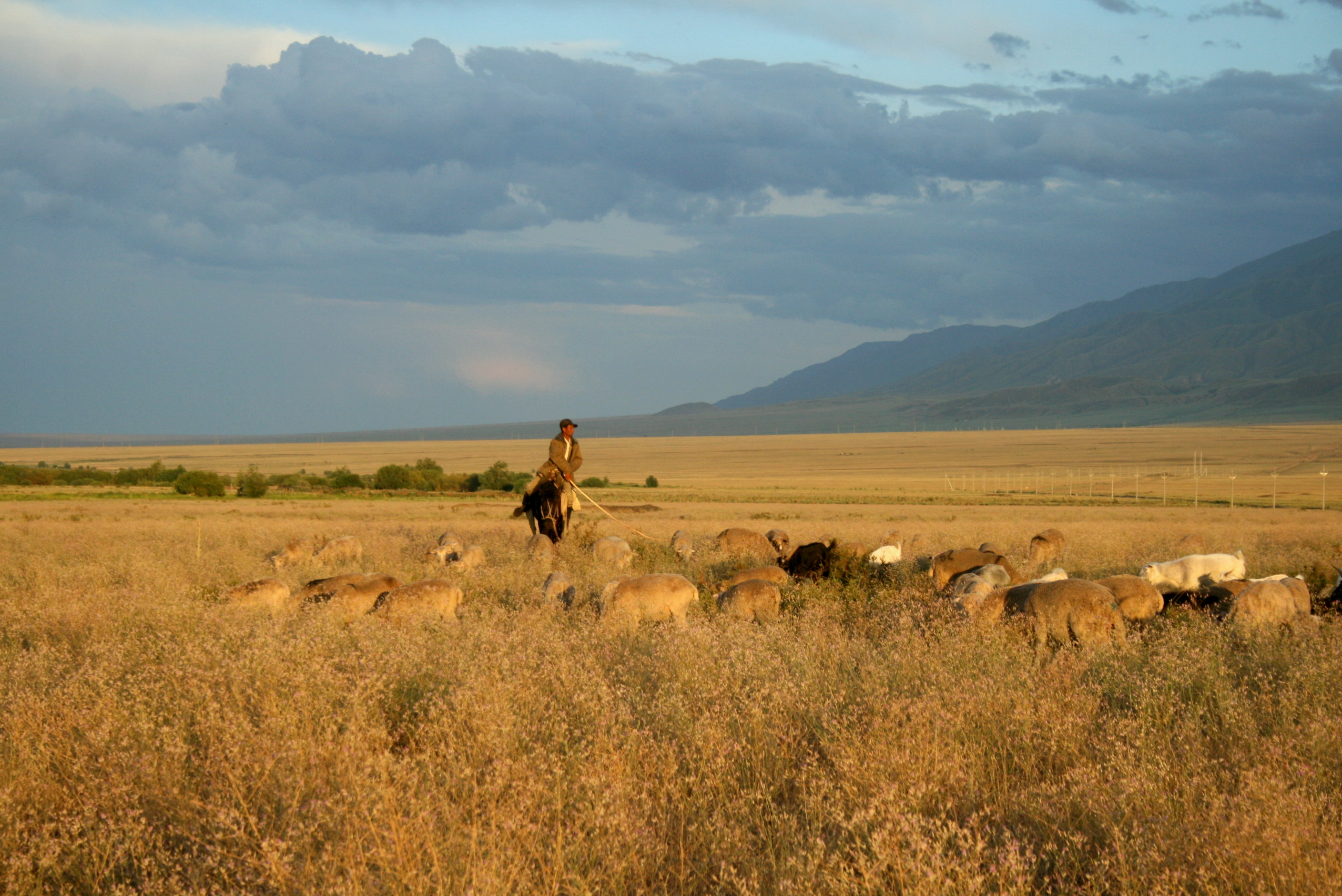
Steppe in der Eurasischen Steppenzone

Die Niederschläge sind in den ozeanischen Bereichen ganzjährig ausgeglichen und nehmen zu den kontinentalen Gebieten hin ab. Die Mittelwerte liegen von den Polarkreisen Richtung Äquator in den nördlichen Mittelbreiten bei moderaten 600 bis 900 mm und in der Südhälfte bei niedrigen 300 bis relativ hohen 1300 mm. Im Süden fällt die Steigerung pro Breitengrad wesentlich höher aus als im Norden. Regen und Schnee sind auf die gesamte Zone bezogen etwa gleich häufig. Etwa die Hälfte bis zu zwei Dritteln der Niederschläge verdunsten wieder. Diese Kombination führt zu einer allgemein mittleren Luftfeuchtigkeit (in ozeanisch beeinflussten Klimaten höher, in kontinentalen geringer). Der Himmel in den gemäßigten Breiten ist im Mittel bewölkt bis stark bewölkt, wobei der Bedeckungsgrad in der Südhälfte etwas höher liegt.

### Wettersysteme
Das Klima der mittleren Breiten wird im Rahmen der planetarischen Zirkulation von den instabilen und sehr veränderlichen Ferrel-Zellen bestimmt, die in der Höhe zwischen den schmalen Bändern des (ganzjährigen) Polarfront- und des (oft nur winterlichen) Subtropenjetstreams liegen, die ständig sehr hohe Windgeschwindigkeiten aufweisen. Aufgrund des permanent hohen Druckunterschiedes zwischen den warmen tropisch/subtropischen Drucksystemen und der polaren Kaltluft – genannt Planetarische Frontalzone – entsteht in der Übergangszone ein Gradientwind von Süd nach Nord, der von unterschiedlich warmen, bodennahen Luftmassen in meist instabilen Luftdrucksystemen begleitet wird. Durch die ablenkende Erddrehung entstehen dabei – sowohl bodennah als auch in der Höhe – die ganzjährig vorherrschenden Westwinde. Bei rund 60° bis 70° geographischer Breite – jedoch häufig weit in Richtung der Wendekreise ausgreifend – treffen die polaren und tropischen Luftmassen an der Polarfront aufeinander. Diese „Verwirbelungszone“ ist das Ursprungsgebiet der in den kaltgemäßigten Mittelbreiten das Wettergeschehen stark bestimmenden dynamischen Tiefdruckgebiete der subpolaren Tiefdruckrinnen. Nirgends ist das Wetter so häufig wechselhaft wie in den Mittelbreiten.

### Klimatypen
Allein die Zugehörigkeit zu einer Klimazone ermöglicht noch keine Aussagen über die tatsächlichen Klimate innerhalb der Zone. Dazu bedarf es der Festlegung von Klimatypen aus dem Vergleich der „elementaren“ Makroklimate aller Kontinente mit Hilfe weiterer Parameter (siehe Klimazone: Abschnitt Möglichkeiten der Zonen-Untergliederung): Das können regionale thermische Bedingungen sein – etwa die Kontinentalität –, doch vor allem hygrische Merkmale wie die Summe der Niederschläge im Jahr, die Dauer von Regen- und Trockenzeiten oder das Verhältnis von Niederschlags- und Verdunstungsrate (Humidität/Aridität). Dies führt zu komplexen Klimaschlüsseln, die im Kartenbild zwangsläufig noch größere Abweichungen zwischen den verschiedenen Modellen aufweisen!
Wie an der Karte erkennbar, hebt sich der weltumspannende Gürtel der nordischen (borealen) Nadelwälder (als Subzone, die über Land nur in der Nordhemisphäre ausgebildet ist) deutlich von den kühlgemäßigten Laubmischwald-, Steppen- und Wüstenklimaten ab, die im Gegensatz dazu ein wesentlich unruhigeres Bild wechselnder Landschaften erzeugen. Dies legt eine Teilung der Zone nahe. Fast alle Autoren folgen diesem Gedanken.

#### Höhenstufen

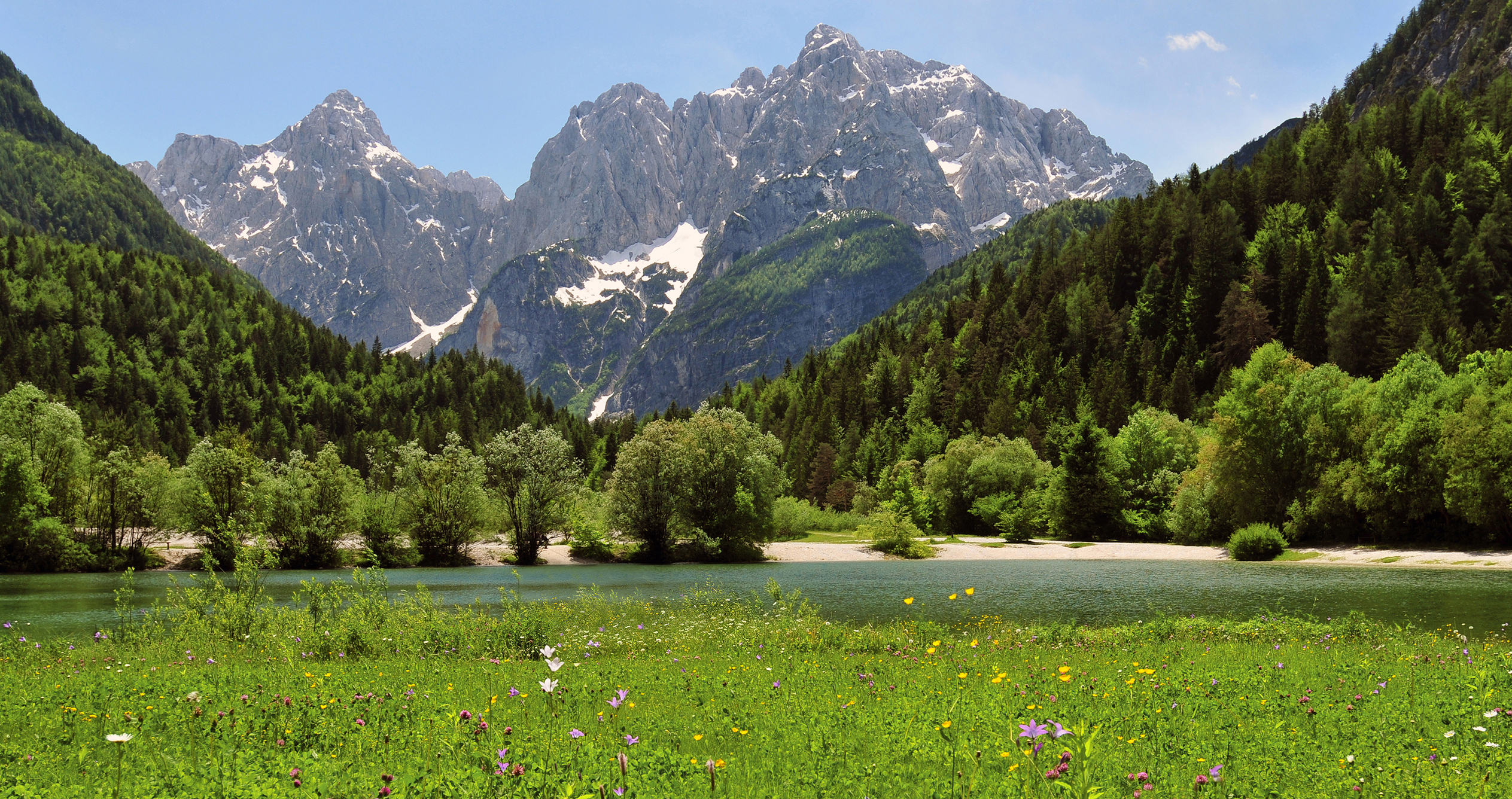
Die Abfolge der Pflanzenformationen ähnelt in Gebirgen der Mittelbreiten (hier Julische Alpen am Rand der Subtropen) frappierend der geozonalen Abfolge von Laubwald über Nadelwald, Waldtundra und Tundra bis zur polaren Kältewüste

In den mittleren Breiten entspricht die Vegetation und das jeweilige Artenspektrum der Höhenstufen in den Hochgebirgen im Wesentlichen der geozonalen Abfolge: Auf die Laubwälder der (untersten) planar-kollinen Höhenstufe in der kühlgemäßigten Zone folgen polwärts die borealen und höhenwärts die montanen Nadelwälder bei sehr ähnlichen Klimabedingungen. Die klimatische und ökologische Ähnlichkeit setzt sich in den polaren Tundren beziehungsweise der alpinen Matten und Heiden und schließlich in den polaren beziehungsweise nivalen Kältewüsten fort, obwohl insbesondere die solaren Bedingungen und die Niederschlagsverhältnisse nicht identisch sind. Insbesondere die in Luv und Lee sehr unterschiedlichen Niederschläge in Gebirgen führen – meistens kleinräumig – zu deutlich feuchteren Matten- und Nadelwaldtypen auf der Westseite (Luv in der Westwindzone) und zu wesentlich trockeneren auf der Ostseite (Lee), für die es keine Entsprechung in den hohen Breiten gibt. Je näher ein Gebirge an den Polen liegt, desto geringer sind die Unterschiede zu den geozonalen Bedingungen des Tieflandes.
Die Übereinstimmungen der Gebirgsflora selbst weit voneinander entfernter Berge der Mittelbreiten liegt vor allem daran, dass sie alle nach der Eiszeit Rückzugsgebiete für die gleichen Lebensformen der eiszeitlichen Biome waren, die sich im Tiefland zwischen den Gebirgen erstreckten: Sie haben demnach den gleichen Ursprung und sind noch nicht lange genug isoliert, um sich in der Evolution deutlich auseinanderentwickelt zu haben.
Die größten Gebirge, die sich komplett durch die gemäßigten Zonen ziehen, sind etwa die pazifischen Küstengebirge in Nordamerika und das Südsibirische Gebirge in Ostasien. Bedingt kann man die Süd-Anden Südamerikas nennen, auch wenn eine kaltgemäßigte Subzone auf der Südhalbkugel umstritten ist.

## Naturraum
Nach ökologischen Kriterien gliedert sich die gemäßigte Zone in die Boreale Zone – die auf die Nordhalbkugel begrenzt ist – sowie die feuchten und trockenen Mittelbreiten. Typisch für die gesamte Zone sind an den Wechsel der Jahreszeiten angepasste Pflanzen, etwa sommergrüne Laubgehölze.

### Ausdehnung
Auf die solare Abgrenzung bezogen beträgt der Abstand von den Polarkreisen bis zum 45. Breitengrad rund 2400 km. Der Umfang der Erde beträgt in der Mitte der Zone – die Grenze zwischen solaren kalten und kühlen Mittelbreiten etwa beim 56. Breitengrad – über 22.000 km.
Beide gemäßigte Zonen bedecken in diesem Sinne jeweils über 50 Mio. km²: das sind insgesamt etwa 20 % der Erdoberfläche. Berücksichtigt man die thermischen Verschiebungen, sind es mit 22 % etwas mehr.
Rund 30 % der gemäßigte Zonen sind Landmassen. 34 % der irdischen Landoberfläche liegen in dieser Zone, wovon 31 % auf die nördliche und nur 3 % auf die südliche gemäßigte Zone entfallen.

#### Nördliche gemäßigte Zone

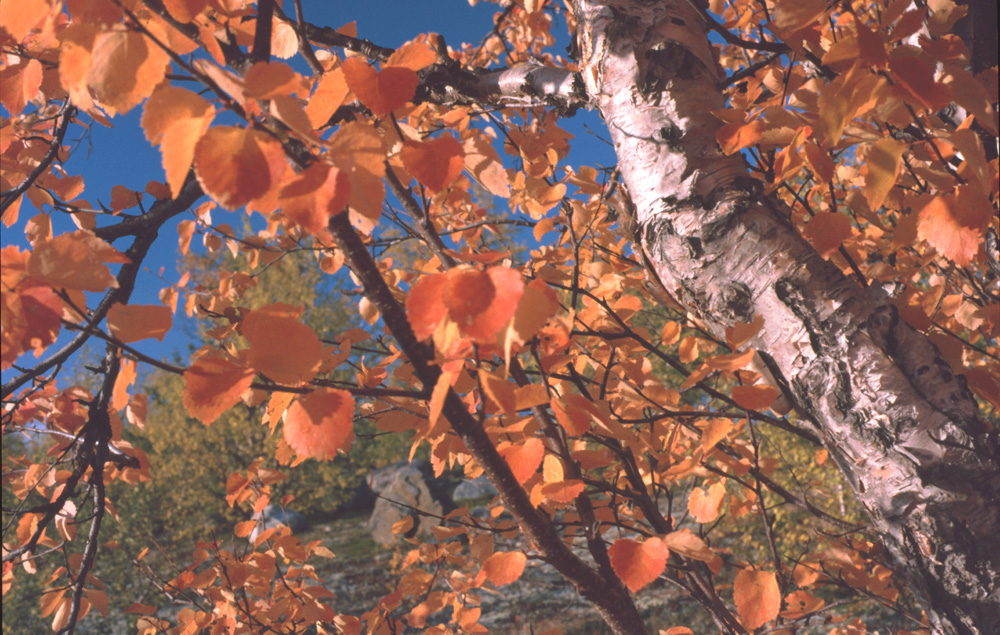
Birken sind die häufigsten Laubbäume, die bis an die Grenzen der nordischen Tundra wachsen

Die gemäßigte Zone der Nordhalbkugel zieht sich durch circa 25 Länder: Die größten Teile Kanadas und die nördliche USA, die gesamte EU – beziehungsweise ganz West- und Mitteleuropa sowie der weitaus größte Teil Nord- und Osteuropas –, fast ganz Russland und die gesamte Mongolei, gesamt Kasachstan und die Nordhälften von China, der koreanischen Halbinsel und Japan gehören dazu (um die wichtigsten Staaten zu nennen). Die Klimazone erstreckt sich in einem zwischen 2600 und 5000 Kilometer breiten Gürtel um die gesamte Erde.
Die größten Abweichungen vom Polarkreis als solarer Nordgrenze entstehen nach Norden durch den Einfluss des warmen Nordatlantikstroms in Fennoskandien, der das gemäßigte Klima bis über 800 km in die Grönlandsee (bis über den 70. Breitengrad) ausdehnt; sowie nach Süden bis zu 1000 km (etwa zum 58. Breitengrad) im Bereich des Beringmeeres und vor allem an der Hudson Bay, die beide außerhalb der globalen Warmwasser-Zirkulation liegen; und des kalten Labradorstroms, der Wasser aus dem Nordpolarmeer durch die Davisstraße zwischen Kanada und Grönland nach Süden pumpt.
Die Grenze zu den Subtropen liegt fast überall vom 45. Breitengrad um bis zu 1200 km weiter äquatorwärts; mit der größten Ausbuchtung in China (etwa beim 34. Breitengrad).
Alle Südverschiebungen werden im Wesentlichen durch das Kontinentalklima und den ungehinderten klimatischen Einfluss aus dem Norden verursacht.

#### Südliche gemäßigte Zone

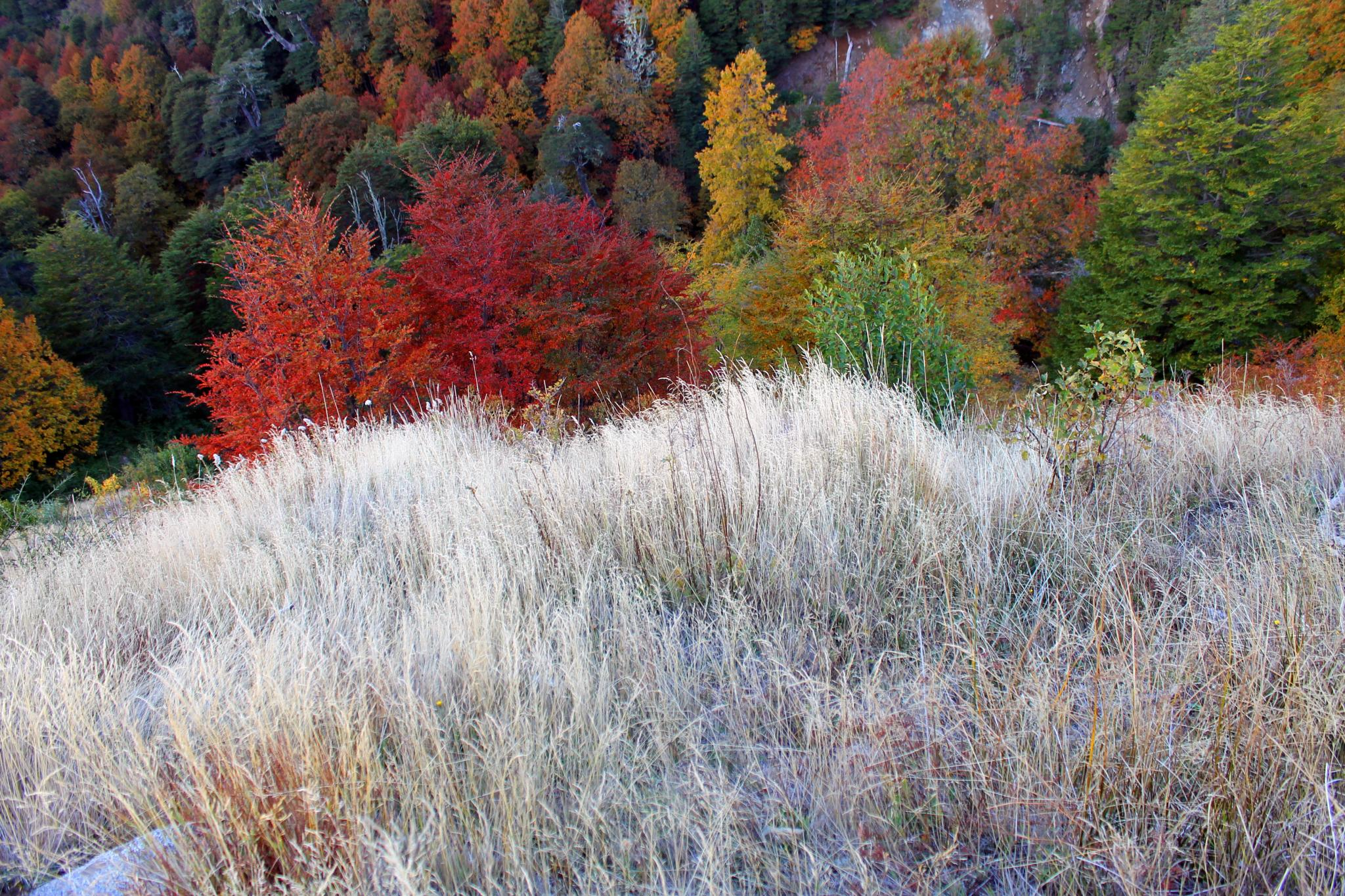
Vor allem in Patagonien gibt es auch laubwerfende Baumarten, die meist zur Gattung der Scheinbuchen gehören

Die gemäßigte Zone der Südhalbkugel nimmt etwa ganz Patagonien in Süd-Chile und Argentinien sowie die Falklandinseln, die nördlichsten subantarktischen Inseln (mit unterschiedlicher Zuordnung kalt- oder kühlgemäßigt) sowie ganz Tasmanien und den größten Teil der Südinsel Neuseelands ein. Die Klimazone erstreckt sich in einem zwischen 1200 und 2500 Kilometer breiten Gürtel um die gesamte Erde.
Die größten Abweichungen von den solaren Grenzen zur Polarzone liegen in einer Nordverschiebung gen Äquator von maximal 1200 km zwischen den Falkland-Inseln und dem südlichen Indischen Ozean im Bereich Ost-Australiens.
Die thermische Grenze zu den Subtropen liegt rund um den Erdball zwischen rund 200 bis 800 km nördlich des 45. Breitengrades. Durch den kalten Humboldtstrom liegt der nördlichste Bereich bei fast 38° südlicher Breite an der chilenischen Anden-Westabdachung.
Alle Nordverschiebungen haben ihre eigentliche Ursache im kalten antarktischen Zirkumpolarstrom.

### Ökologie

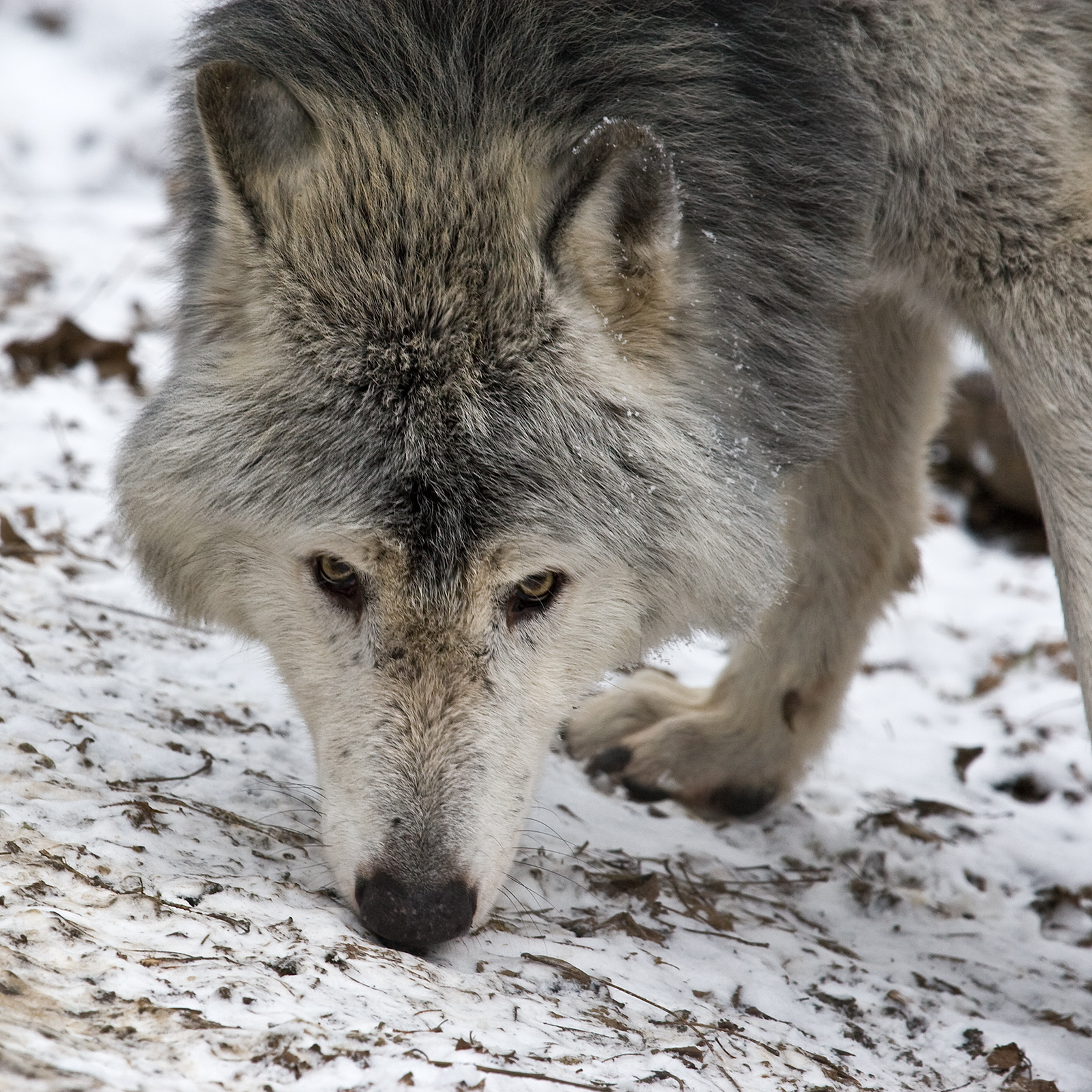
Der Wolf kam als am weitesten verbreitetes Raubtier ursprünglich überall in der gemäßigten Zone der Nordhemisphäre vor

Die Biodiversität verdoppelt sich – stark vereinfacht – von den Grenzen der Polargebiete (mit beispielsweise 200 Gefäßpflanzenarten pro 10.000 km²) bis zur Subtropengrenze (mit bis zu 1000 Arten in trockenen und 2000 Arten in feuchten Räumen) pro 5 bis 10 Breitengrade. Damit ist die biologische Vielfalt in den Mittelbreiten sehr unterschiedlich von „gering“ bis „hoch“, sodass es bei den meisten Pflanzen- und Tiergruppen sinnvoller ist, sich die Werte für die beiden Teilzonen anzuschauen. Lediglich die Artenvielfalt bei den Amphibien und Reptilien ist im Schnitt überall „sehr gering“.
Die Vegetation in der gemäßigten Zone besteht hauptsächlich aus Nadel-, Misch- und Laubwäldern. Im Inneren der Kontinente liegen zudem Steppen und Wüsten (Halbwüsten und Vollwüsten).
Allgemein bekannt sind die großen Säugetiere Elch, Braunbär, Wolf und Nordluchs/Kanadischer Luchs, die (ursprünglich) von der Nadelwald- bis zur Mischwaldzone heimisch sind. Für die Steppenregionen kann man – von etlichen Ausnahmen in subtropischen Trockenräumen abgesehen – zumindest die sehr zahlreichen, koloniebildenden Erdhörnchenarten (beispielsweise Präriehund und Ziesel) typisch für gemäßigten Steppen betrachten. Wie in tropisch/subtropischen Savannen waren für die Steppen große Herden an Huftieren typisch: Hier etwa Amerikanischer Bison und Gabelbock in Nordamerika, Tarpan und Saigaantilope in Eurasien sowie Guanako und Pampashirsch in Patagonien. Für viele Zugvögel aus den Tundren sind die Mittelbreiten Winterquartier.
Sowohl alle Pflanzen- als auch alle Tierarten der nördlichen Mittelbreiten werden stammesgeschichtlich der Holarktis zugerechnet. Die südamerikanischen Gebiete gehören zur Neotropis und die australischen zur Australis.

### Besiedlung und Nutzung

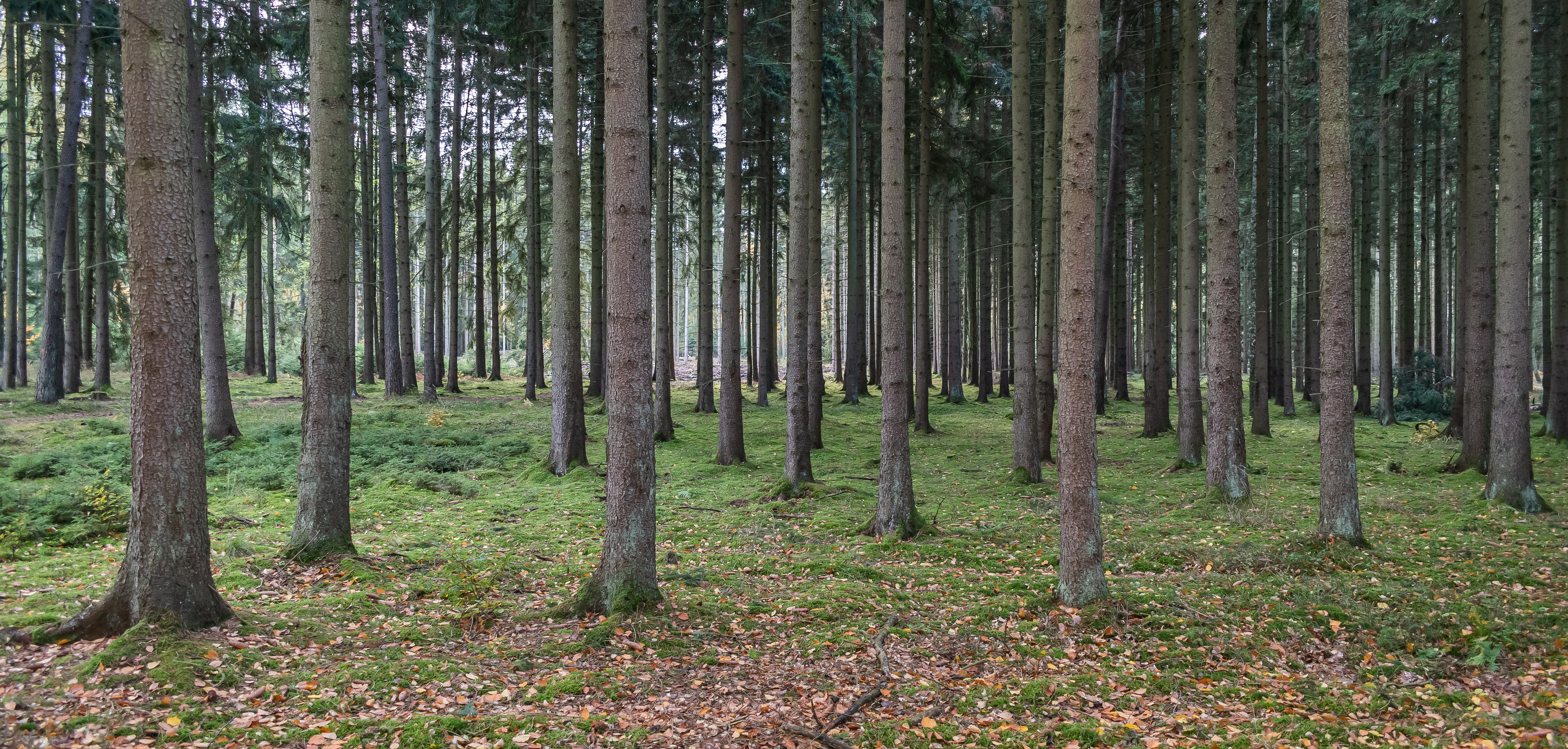
Fichtenmonokulturen: Als nicht standortgerechte Bepflanzung großer Flächen in Europa höchst anfällig für Klimaveränderungen und Schädlinge

Noch etwa 60 Prozent der Mittelbreiten sind in einem natürlichen Zustand, davon liegt allerdings der allergrößte Teil in der kaltgemäßigten Zone, während die Landschaften der kühlgemäßigten Breiten stark anthropogen geprägte Kultur-, Agrar- Stadt-, Urbane-, Wirtschaftslandschaften und Forste sind.

## Unterteilungen zur Artenvielfalt
1. ↑  Artenvielfalt Gefäßpflanzen
auf 100 × 100 km
< 200 = sehr gering
200–1000 = gering
1000–2000 = mittel
2000–4000 = hoch
4000–>5000 = sehr hoch
2. ↑  Artenvielfalt Amphibien
auf 50 × 50 km
1–27 = sehr gering
28–54 = gering
55–81 = mittel
82–108 = hoch
109–136 = sehr hoch
3. ↑  Artenvielfalt Reptilien
auf 10 km²
1–44 = sehr gering
45–88 = gering
89–132 = mittel
133–176 = hoch
177–221 = sehr hoch